# Blepharotoma nitidula
Blepharotoma nitidula är en skalbaggsart som beskrevs av Moser 1918. Blepharotoma nitidula ingår i släktet Blepharotoma och familjen Melolonthidae. Inga underarter finns listade.